# Doloclanes carinata
Doloclanes carinata är en nattsländeart som beskrevs av Schmid 1991. Doloclanes carinata ingår i släktet Doloclanes och familjen stengömmenattsländor. Inga underarter finns listade i Catalogue of Life.